# Julia Niewiarowska-Brzozowska
Julia Niewiarowska-Brzozowska (ur. 1827, zm. 10 grudnia 1891 w Warszawie) – polska pianistka i kompozytorka okresu romantyzmu .

## Życiorys
Była siostrą Karola Brzozowskiego. Studiowała muzykę u Augusta Freyera w Warszawie . W latach 1845–1848 występowała w Berlinie i Warszawie. Po ślubie z pisarzem Aleksandrem Niewiarowskim prowadziła salon artystyczny w Warszawie. Pochowana na Cmentarzu Powązkowskim w Warszawie.

## Twórczość
- ok. 1860 Gustaw Sennewald wydał Mazourka pour piano
- ok. 1880 Warszawskie Towarzystwo Muzyczne wydało jej kompozycję Szatan